# Uli Jon Roth
Uli Jon Roth, właściwie Ulrich Roth (ur. 18 grudnia 1954 roku w Düsseldorfie) – niemiecki muzyk i kompozytor, były gitarzysta zespołu Scorpions. Lider i założyciel projektu muzycznego Electric Sun.
W 2004 roku muzyk wraz z Rudolfem Schenkerem został sklasyfikowany na 50. miejscu listy 100 najlepszych gitarzystów heavymetalowych wszech czasów według magazynu Guitar World.

## Życiorys
Na początku lat 70. XX wieku, współtworzył zespół Dawn Road, którego był założycielem.
W 1973 roku, kiedy Michael Schenker odszedł ze Scorpions do zespołu UFO, Uli Jon Roth zajął jego miejsce, a wraz z nim przyszła sekcja rytmiczna – basista Francis Buchholz i perkusista Jürgen Rosenthal. Wspólnie z zespołem Scorpions nagrał 5 płyt, w tym album koncertowy Tokyo Tapes, który został sprzedany w ponad milionowym nakładzie i zdobył status złotej płyty w kilku krajach. Skomponował m.in. utwory „Drifting Sun”, „Dark Lady”, „Sun in My Hand”, „Hell Cat”, „Polar Nights”, „I've Got to Be Free”, „The Sails of Charon”.
Głównym powodem odejścia Roth'a z zespołu Scorpions był konflikt na tle muzycznym. Roth był zachwycony muzyką Jimiego Hendriksa, na której się wzorował. Gitarzysta Rudolf Schenker i wokalista Klaus Meine mieli inną wizję dalszego rozwoju grupy z zamiarem podbicia rynku amerykańskiego, co wiązało się z tworzeniem muzyki dostosowanej do ówczesnej popkultury, nieodbiegającej jednak od klasycznego hard rocka. Uli Jon Roth opuścił Scorpions w 1978 roku.
Po odejściu z zespołu Scorpions, założył grupę o nazwie Electric Sun, z którą nagrał trzy albumy. Pierwszy, Earthquake (1979) był nagrany ku pamięci Jimiego Hendriksa, a okładkę do niego stworzyła Monika Dannemann (była narzeczona Hendriksa, która potem związała się z Rothem). Drugim albumem był nagrany dwa lata później Fire Wind (1981) zadedykowany Anwarowi el-Sadatowi. Znajduje się na nim piosenka „Enola Gay”, która mówi o bombie atomowej zrzuconej w Japonii. Okładkę do tej płyty również zaprojektowała Monika Dannemann.
W latach osiemdziesiątych Uli skonstruował 32-progową gitarę Sky Guitar. Użył jej w nagraniach do ostatniego albumu pod szyldem Electric Sun – Beyond the Astral Skies (1985) z dedykacją dla Martina Luther-Kinga i fanów swojej muzyki.
5 kwietnia 1996 miało miejsce samobójstwo Moniki Dannemann. Roth resztę twórczości zadedykował zmarłej partnerce.

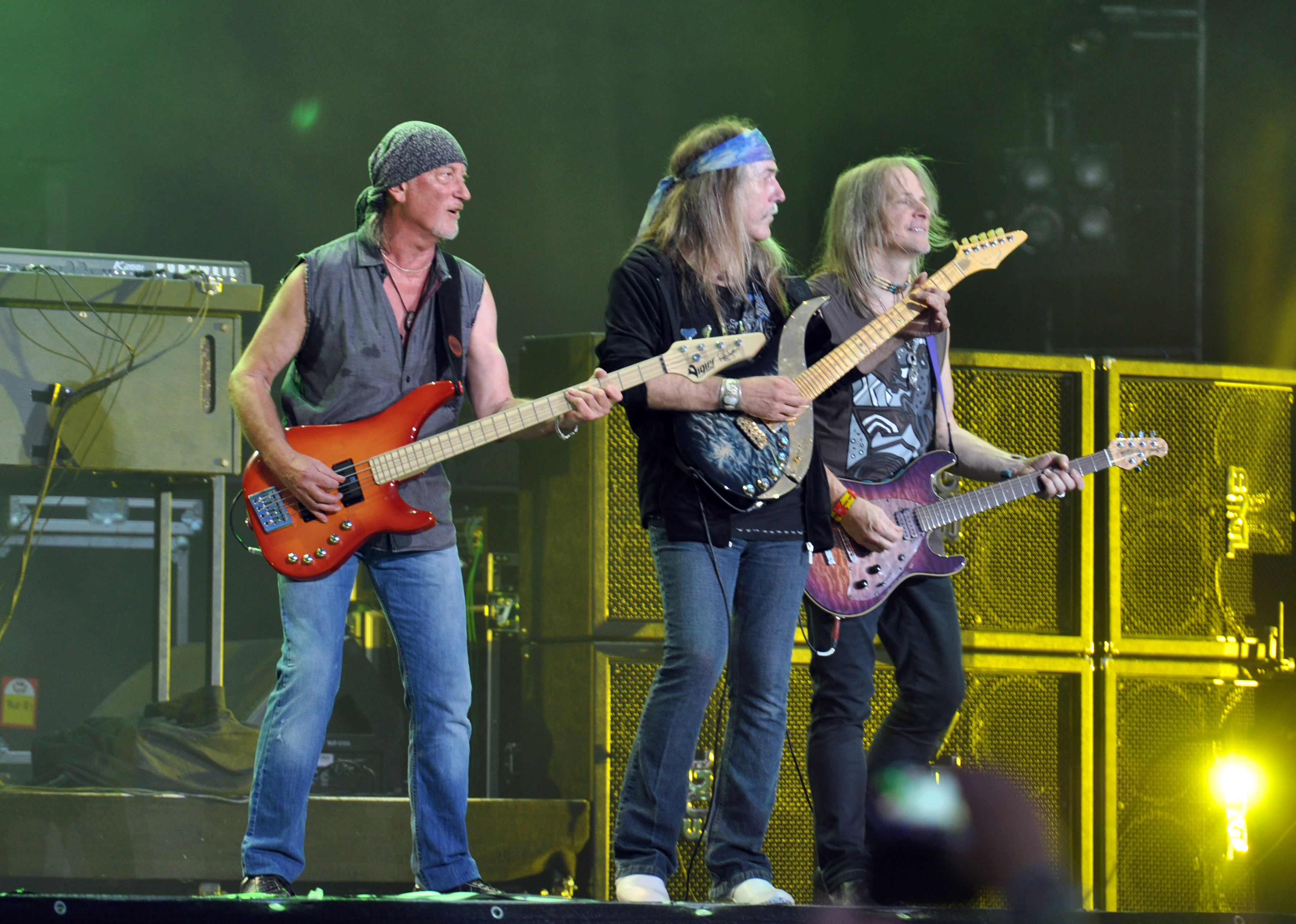
Od lewej: Roger Glover, Uli Jon Roth, Steve Morse. Występ gościnny w trakcie koncertu zespołu Deep Purple, festiwal Wacken Open Air (2013)

## Wybrana dyskografia

### Albumy solowe
- Prologue To The Symphonic Legends – Sky Of Avalon (1996, Intercord/Sky Productions)[5]
- From Here To Eternity (1998, Dressed To Kill)[6]
- Transcendental Sky Guitar (2000, Steamhammer)[7]
- Metamorphosis Of Vivaldi's Four Seasons (2003, Steamhammer)[8]
- Under A Dark Sky (2008, Steamhammer)[9]
- Scorpions Revisited (2015, UDR Music)[10]

### Scorpions
- 1974 – Fly to the Rainbow
- 1975 – In Trance
- 1976 – Virgin Killer
- 1977 – Taken by Force
- 1978 – Tokyo Tapes

## Filmografia
- Forever and a Day (jako on sam, 2015, film dokumentalny, reżyseria: Katja von Garnier)[11]